# Anton Wölfler
Anton Wölfler, auch Nathan Wölfler,  (* 12. Januar 1850 in Kopetzen bei Kladau, Böhmen; † 31. Januar 1917 in Wien) war ein österreichischer Chirurg. Er wirkte als Professor der Chirurgie in Wien, Graz und Prag.

## Leben
Wölfler war der Sohn eines Landarztes und wuchs in einer jüdischen Familie auf, ließ sich aber 1883 römisch-katholisch taufen. Er besuchte das Gymnasium in Pilsen und studierte ab 1868 Medizin an der Universität Wien. Das Studium schloss er 1874 mit der Promotion zum Dr. med. ab. Danach erhielt er chirurgischen Unterricht in der Klinik von Theodor Billroth, bei dem er 1878 Assistent wurde. 1877/78 lernte er antiseptische Methoden bei Joseph Lister in London und führte diese in Wien ein. 1880 habilitierte er sich mit einer Arbeit über die Chirurgie des Kropfes.
Am 28. September 1881 führte er unter Anwesenheit von Carl Nicoladoni erstmals eine Gastroenterostomie bei einem Patienten mit inoperablem Pyloruskarzinom durch. Bereits im Frühjahr 1881 hatte ihn sein Chef Billroth bei einer Patientin mit Pyloruskarzinom eine Magenresektion durchführen lassen. Nachdem er möglicherweise wegen seiner jüdischen Herkunft bei mehreren Besetzungen übergangen wurde, was seinen Lehrer Billroth ärgerte, wurde er 1884 Leiter der chirurgischen Abteilung der Wiener Allgemeinen Poliklinik.
1886 wurde er ordentlicher Professor für Chirurgie an der Universität Graz. 1894 übernahm er dort die chirurgische Klinik und 1892/93 war er Dekan der Medizinischen Fakultät. Ab 1895 war er ordentlicher Professor und Leiter der Chirurgischen Klinik an der Deutschen Universität Prag, an der er 1898/99 Dekan war. 1910 wurde er emeritiert und ging wieder nach Wien.
Er veröffentlichte außer über Lokalanästhesie mit Kokain, Anatomie der Schilddrüse (und Klassifizierung von Schilddrüsentumoren) und Chirurgie des Kropfes, chirurgischen Eingriffen am Unterkiefer, bei Gesichtsspalte und an der Halsschlagader, künstliche Magenausgänge (Gastroenterostomie), wobei seine Methode Voraussetzung der Magenresektion Billroth II war, Behandlung von Magenkarzinomen (Pylorus-Karzinom), nach den Pionierarbeiten seines Lehrers Billroth, Hernien. Verschiedene medizinische Begriffe waren nach ihm benannt (Wölfersches Zeichen bei Sanduhrmagen, Wölfer-Operation in der Gastroenterostomie, Wölfer-Naht).
Im Jahr 1898 wurde er Hofrat und erhielt den Orden der Eisernen Krone III. Klasse. Ab 1904 war er Mitglied der Gesellschaft zur Förderung deutscher Wissenschaft, Kunst und Literatur in Böhmen.
Er war Autor in der Real-Encyclopädie der gesammten Heilkunde (2. Auflage).
Wölfler war mit Helene Pfeifer von Hochwalden verheiratet.